# Ponteix
Ponteix – miasto w Kanadzie, w prowincji Saskatchewan. Jest jednym z nielicznych miejscowości w zachodniej Kanadzie ze znacznym odsetkiem ludności francuskojęzycznej.
Liczba mieszkańców Ponteix wynosi 531. Język angielski jest językiem ojczystym dla 60,6%, francuski dla 36,4% mieszkańców (2006).